# Sergueï Guerassimov
Pour les articles homonymes, voir Guerassimov.
Sergueï Guerassimov (en russe : Сергей Аполлинариевич Герасимов, Sergueï Apollinarievitch Guerassimov) est un réalisateur, scénariste et acteur soviétique né le 21 mai 1906 à Koundravy, dans le gouvernement d'Orenbourg (Empire russe) et décédé le 26 novembre 1985 à Moscou (Union soviétique).

## Biographie
Né le lundi 21 mai 1906 dans le village de Koundravy dans les montagnes de l'Oural près de Tcheliabinsk, Sergueï Apollinarievitch Guerassimov a 17 ans quand il entre en 1923 à l'école des Beaux Arts de Léningrad, dans le département des acteurs, où il restera jusqu'en 1925. En 1928, l'Institut d'État des Arts scéniques lui délivre son diplôme d'acteur. Son premier rôle est celui d'un espion dans le court métrage aujourd'hui disparu Les Michkas contre Ioudenitch un des films réalisés dans la mouvance de la Feks (acronyme de Fabrique de l'acteur excentrique), mouvement d'avant-garde auquel il participe à la fondation avec Grigori Kozintsev, Leonid Trauberg et Sergueï Ioutkevitch. Dans cette école qui existera jusqu'en 1929, on préconisait un jeu scénique outrancier et schématique et on utilisait toutes les ressources du trucage et du montage. Il interprétera ainsi dans cette sphère d'influence le rôle d'un tricheur, d'un maître chanteur, dans Le Manteau en 1926, celui d'un prestidigitateur dans La Roue du diable en 1926, Médoks dans Neiges sanglantes en 1927, Skalkovsky dans Someone Else's Jacket en 1927, un chauffeur dans Le Petit Frère la même année, un menchevik dans Un Débris de l'empire en 1929, le journaliste Lutreau dans La Nouvelle Babylone en 1929 et le président du soviet local dans La Seule en 1929. Pour ces deux derniers films, il sera aussi réalisateur.
Dans La Nouvelle Babylone il joue avec l'actrice Tamara Makarova alors âgée de 22 ans qui interprète le rôle d'une danseuse de cancan ; ce sera son épouse et il la fera jouer dans au moins douze des films qu'il réalisera et ils joueront ensemble dans au moins huit films. Ensemble, ils élèvent le neveu de Tamara Makarova, le fils de sa sœur, Arthur Makarov qui deviendra écrivain.

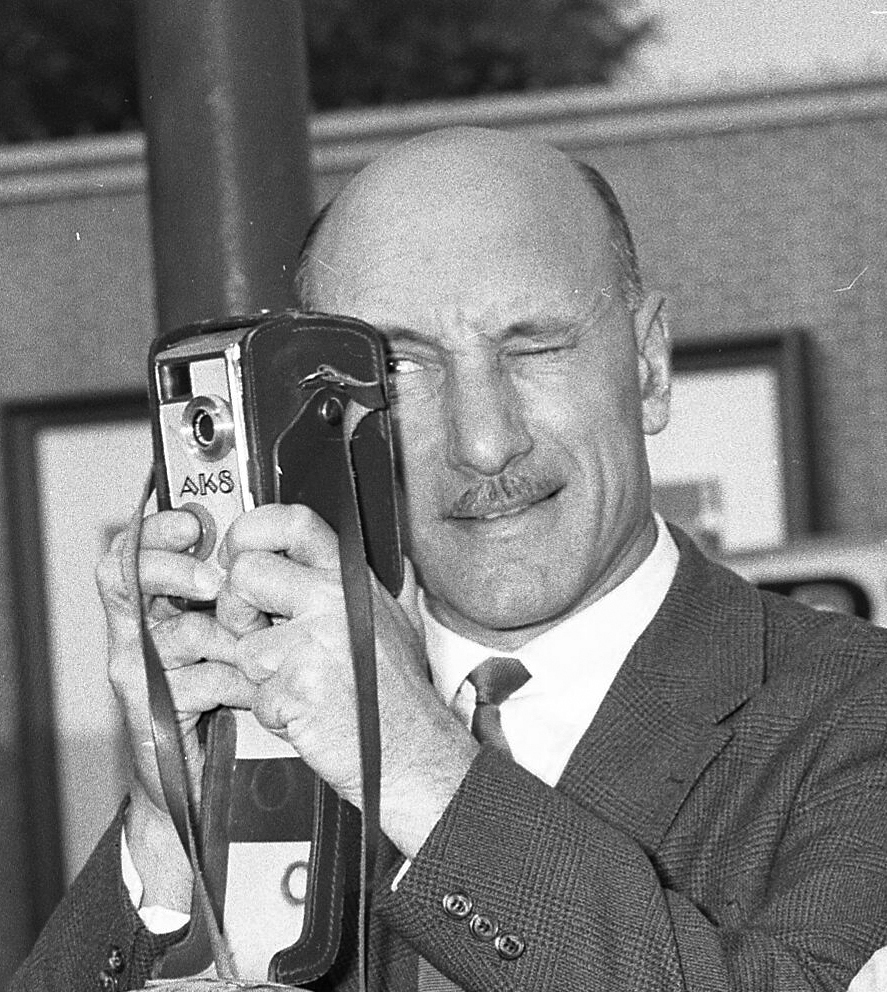
Sergueï Guerassimov avec une camera.

En 1930, il réalise son premier film muet en collaboration avec Sergueï Bartenev, Vingt-deux malheurs qui sera perdu. À partir de la même année et jusqu'en 1941, il sera responsable de l'intérim et directeur de la classe de maître aux studios Lenfilm, ce qui ne l'empêchera pas de tourner en collaboration avec Mikhaïl Kressine le Cœur de Salomon en 1932, suivi de La Forêt qui ne sortira pas en salle. En 1934 sort la comédie Est-ce que je t'aime dont il écrit également le scénario.
En 1936, en collaboration avec Iouri Guerman, Guerassimov réalise son premier film parlant Les Sept Braves, sur son propre scénario. Ce film et ceux qui vont suivre illustrent les difficultés auxquelles la jeunesse doit faire face dans sa contribution au développement économique et culturel de son pays. Dans Les sept braves, il montre le travail de chien auquel sont soumis ceux qui sont venus travailler dans l'Arctique. Avec Komsomolsk, en 1938, il rend le spectateur témoin des épreuves de toutes sortes que rencontrent les Jeunesses Communistes pour construire une nouvelle ville dans la taïga puis dans L'instituteur, en 1939, il montre les obstacles que rencontre un instituteur débutant pour construire une école dans un kolkhoze. Pour ce film, il obtiendra le prix Staline en 1941.
En revanche, il s'éloigne de l'actualité avec le film Mascarade qui est une adaptation d'une œuvre de Mikhaïl Lermontov destinée à faire connaître au public soviétique le patrimoine culturel de son pays, démarche qu'il renouvellera ultérieurement.
Les 14 et 15 mai 1941, il fait partie des 46 professionnels du cinéma qui rencontrent des représentants du comité central dont Andreï Jdanov et qui se plaignent des contraintes et du conformisme bureaucratique de la direction du cinéma. Il s'ensuivra une autonomie accrue pour les intéressés.
Pendant la Grande Guerre patriotique, les studios Lenfilm ayant été évacués à Alma Ata, Guerassimov continue de tourner; Invincibles, en 1942, exaltant le civisme, le courage et le dévouement d'un et des habitants, de Leningrad et La Grande Terre, en 1944, racontant la lutte héroïque du peuple soviétique au front et à l'arrière sont la contribution psychologique, idéologique du cinéaste dans la mobilisation totale de toutes les forces du pays dans sa lutte contre l'envahisseur allemand. En 1943, il tourne la célébration cinématographique du 25e anniversaire de l'Armée rouge et en 1944, il supervise le documentaire sur la conférence de Yalta. Toujours en 1944, et ce jusqu'en 1946, il dirige le Comité du cinéma qui contrôle le studio des films documentaires et fait partie à partir du 5 septembre, avec l'approbation du bureau politique, d'un conseil artistique de 29 membres qui doit visionner tous les films produits en URSS et conseiller ou déconseiller leur sortie. L'avis émis est purement consultatif. La même année il adhère au Parti communiste et est nommé directeur de l'atelier d'acteurs de l'Institut national de la cinématographie (VGIK) où il restera jusqu'en 1970; en conséquence son influence sera énorme sur l'ensemble de la génération des cinéastes russes actuels. La guerre terminée, il met en scène la parade de la victoire le 24 juin 1945 et supervisera le tournage d'un documentaire sur la conférence de Berlin, (celle du 5 juin?).
En 1947, il tourne La Jeune Garde d'après le roman d'Alexandre Fadeïev qui raconte la lutte clandestine des komsomols contre l'occupant nazi. Bien que le roman et le scénario du film critiquent la direction du parti et Staline qui avaient sous-estimé le rôle de ces combattants, le film sort et obtient le prix Staline en 1949. Il l'obtiendra à nouveau en 1951 pour un documentaire sur la Chine réalisé en 1950.
Le Médecin de campagne réalisé en 1951 présente quelques analogies avec L'Instituteur sorti en 1939. Ces deux films, mettent en évidence les difficultés qu'ont les jeunes pour se faire une place dans la société soviétique où les responsabilités ont été "accaparées" par les aînés. Ce thème se retrouvera dans une moindre mesure dans le film Le Journaliste qu'il tournera en 1967.
En 1958, il écrit le scénario et met en scène Le Don paisible, vaste fresque dont la notoriété vient aussi du célèbre roman de Mikhaïl Cholokhov, dont il est adapté. Cet énorme film comporte trois parties à peu près égales en durée, qui totalisent 350 minutes. Cette œuvre obtient de nombreuses récompenses dans différents festivals à travers le monde.
Directeur du VGIK, qui porte maintenant son nom, scénariste de la plupart de ses films, réalisateur, acteur, rédacteur d'articles dans diverses revues dont Iskoustvo Kino, dont il sera au conseil de rédaction en 1970, écrivant des livres sur le cinéma et des pièces de théâtre, dont Maître en 1939, Nos jours en 1940, élu député au Soviet suprême de la république socialiste fédérative soviétique de Russie, membre de l'Académie des sciences pédagogiques, en 1955, il ajoute la fonction de superviseur artistique aux Studios Maxime Gorki à Moscou.
Ainsi, il supervisera, en 1955 Damy de Genrikh Oganessian et de Lev Koulidjanov, en 1961 La Carrière de Dima Gorine de Frounze Dovlatian (ru) et de Lev Mirski (ru), en 1962 Sur la falaise abrupte (У крутого яра) de Kira Mouratova et Alexandre Mouratov (ru), en 1963 Les Bois de Vienne de Roman Grigoriev, en 1964 La Compétition (Состязание) de Boulat Mansourov.
En 1969, Au bord du lac Baïkal est une contribution au débat qu'il y a eu autour de la sauvegarde de la pureté du site menacé par l'installation d'une usine. Les lecteurs du journal Sovetski ekran lui en ont été reconnaissants en le citant comme meilleur film de l'année 1970. Dans ses dernières œuvres, il retourne au gigantisme : 309 minutes pour le téléfilm Le Rouge et le Noir en 1976, 140 minutes pour La Jeunesse de Pierre le Grand et 134 minutes pour Le Début des affaires glorieuses, qui en est la suite, soit 274 minutes consacrées à la vie du tsar, en 1980. Il termine en tournant un film sur la dernière année de la vie de Léon Tolstoï, où son épouse joue le rôle de Sophia Andreïevna et lui le rôle du célèbre écrivain.
Après une vie bien remplie, avoir constamment attiré l'attention sur les problèmes rencontrés par la jeunesse, Sergueï Guerassimov meurt d'une crise cardiaque le mardi 26 novembre 1985 à Moscou, âgé de 79 ans et est inhumé dans le cimetière du couvent de Novodevitchi à Moscou.
Après sa mort, on découvrit dans son coffre-fort les négatifs du film considéré à une époque comme "anti-soviétique" et "pro sioniste" La Commissaire qu'il n'avait pas détruits malgré l'ordre du Comité central. Il était le cousin germain de la femme de lettres Valeria Guerassimova, première épouse d'Alexandre Fadeïev.

## Filmographie

### Réalisateur
- 1930 : Vingt-deux malheurs (ru) (54 minutes)
- 1932 : Le Cœur de Salomon (ru) (62 minutes)
- 1932 : La Forêt
- 1934 : Est-ce que je t'aime ? (ru) (65 minutes)
- 1936 : Les Sept Braves
- 1938 : Komsomolsk (ru)
- 1939 : L'Instituteur
- 1941 : La Vieille Garde (ru)
- 1941 : Rencontre avec Maxime (9 minutes)
- 1941 : Mascarade
- 1941 : La Lutte contre kinosbornik n°1
- 1943 : Les Invincibles
- 1943 : Commémoration cinématographique du 25e anniversaire de l'Armée rouge, documentaire réalisé par un collectif.
- 1944 : La Grande Terre (ru) (Большая земля)
- 1945 : La Conférence de Berlin, documentaire.
- 1948 : La Jeune Garde
- 1950 : La Chine nouvelle, documentaire.
- 1950 : Le Nouveau Pékin, documentaire.
- 1951 : Le Médecin de campagne
- 1953 : Les Grands adieux, documentaire.
- 1954 : Nadejda (49 minutes)
- 1957 : La Rose des vents, un segment
- 1958 : Le Don paisible
- 1959 : Spoutnik vous parle, documentaire.
- 1962 : Le Rescapé (ru) (Люди и звери)
- 1967 : Le Journaliste
- 1969 : Au bord du lac Baïkal
- 1972 : Aimer une personne
- 1974 : Mères et Filles
- 1976 : Le Rouge et le Noir
- 1980 : La Jeunesse de Pierre Le Grand
- 1981 : Le Début des affaires glorieuses
- 1984 : Léon Tolstoï

### Scénariste
- 1930 : Vingt-deux ans de malheur
- 1932 : Cœur de Salomon
- 1932 : La Forêt
- 1934 : Est-ce que je t'aime ?
- 1936 : Les Sept Braves
- 1938 : Komsomolsk
- 1939 : L'Instituteur
- 1941 : Mascarade
- 1941 : Tchapaïev avec nous de Vladimir Petrov
- 1942 : Invincibles
- 1944 : La Grande Terre
- 1948 : La Jeune Garde
- 1950 : La Chine nouvelle
- 1954 : Nadejda
- 1956 : Le Chemin de la vérité de Yan Frid
- 1958 : Le Don paisible
- 1958 : La Mémoire du cœur de Tatiana Lioznova
- 1959 : Spoutnik vous parle
- 1962 : Le Rescapé (ru) (Люди и звери)
- 1967 : Le Journaliste
- 1969 : Au bord du lac Baïkal
- 1972 : Aimer une personne
- 1974 : Mères et Filles
- 1980 : La Jeunesse de Pierre Le Grand
- 1981 : Le Début des affaires glorieuses
- 1984 : Léon Tolstoï

### Acteur
- 1925 : Les Michkas contre Ioudenitch de Grigori Kozintsev et de Leonid Trauberg : un espion
- 1926 : La Roue du diable de Grigori Kozintsev et de Leonid Trauberg : un prestidigitateur chef de bande
- 1926 : Le Manteau de Grigori Kozintsev et de Leonid Trauberg : Yaryzhka, un tricheur maître chanteur
- 1927 : Neiges sanglantes de Grigori Kozintsev et de Leonid Trauberg : Medoks
- 1927 : La Veste d'un autre[1] (Чужой пиджак) de Boris Chpis (ru) : Skalkovsky, l'agent de Fish Trust
- 1927 : Le Petit Frère de Grigori Kozintsev et de Leonid Trauberg : un chauffeur
- 1929 : Débris de l'empire de Friedrich Ermler : un menchevik
- 1929 : La Nouvelle Babylone de Grigori Kozintsev et de Leonid Trauberg : Lutreau, un journaliste
- 1931 : La Seule de Grigori Kozintsev et de Leonid Trauberg : le président du soviet local
- 1932 : Trois Soldats d'Alexandre Ivanov : Ivanov, le commandant du régiment de fer
- 1933 : Le Déserteur de Vsevolod Poudovkine : le 2e bonze
- 1934 : Réveille toi Lenotchka de Antonina Kudryavtseva
- 1935 : Frontière de Mikhail Dubson : Jakov, un artisan tailleur
- 1938 : Le Faubourg de Vyborg de Grigori Kozintsev et de Leonid Trauberg : Eser, socialiste révolutionnaire
- 1938 : Komsomolsk : un espion
- 1941 : Mascarade : Neizvestnyi
- 1962 : Le Rescapé (ru) (Люди и звери) : le prince Lvov - Cherbatzky
- 1967 : Le Journaliste : Alexeï Kolesnikov
- 1969 : Au bord du lac Baïkal
- 1974 : Mères et Filles : Piotr Vorobiov
- 1984 : Léon Tolstoï : Léon Tolstoï

### Assistant réalisateur
- 1929 : La Nouvelle Babylone de Grigori Kozintsev et de Leonid Trauberg
- 1931 : La Seule de Grigori Kozintsev et de Leonid Trauberg

### Directeur de production
- 1936 : Les Sept Braves

### Superviseur artistique
- 1955 : Damy de Genrikh Oganisyan et de Léon Kulidzhanov
- 1961 : La Carrière de Dimy Gorina de Frunze Dovlatyan et de Léon Mirsky
- 1962 : Sur la falaise abrupte de K. Morakov et de A. Morakov
- 1963 : Les bois de Vienne de Grigoriev
- 1964 : Controverse de Mansurev
- 1974 : Zhrebiy de Igor Voznesensky

## Récompenses
- 1937 : Diplôme d'honneur à l'Exposition universelle de 1937 à Paris pour Les Sept Braves
- 1940 : Ordre du Drapeau rouge du Travail
- 1941 : Prix Staline pour L'Instituteur
- 1944 : Ordre de l'Étoile rouge
- 1948 : Artiste du peuple de l'URSS
- 1949 : Prix Staline pour La Jeune Garde
- 1950 : Ordre du Drapeau rouge du Travail
- 1951 : Prix Staline pour La Chine nouvelle
- 1958 : Diplôme au Festival mondial du film de Bruxelles lors de l'Exposition universelle de 1958 pour Le Don paisible
- 1958 : Diplôme au festival international de Mexico pour Le Don paisible
- 1958 : Diplôme de la Guilde des réalisateurs des États-Unis, Directors Guild of America, décerné au meilleur film étranger pour Le Don paisible
- 1958 : Globe de Cristal - Grand Prix, au Festival international du film de Karlovy Vary pour Le Don paisible
- 1958 : Prix de la mise en scène au Festival international du film de Moscou pour Le Don paisible
- 1958 : Premier prix au Festival international du film de Moscou pour Le Don paisible
- 1967 : Grand prix du Festival international du film de Moscou pour Le Journaliste
- 1970 : Prix du Komsomol
- 1970 : Meilleur film de l'année pour les lecteurs du journal Sovietski ekran pour Au bord du lac Baïkal
- 1971 : prix d'État de l'URSS pour Au bord du lac Baïkal
- 1974 : Héros du travail socialiste
- 1984 : prix Lénine
- 1981 : prix spécial de la meilleure mise en scène au Festival du cinéma de L'Union soviétique pour La Jeunesse de Pierre Le Grand
- 1981 : prix spécial au Festival du film de l'Union Soviétique pour Le Début des affaires glorieuses
- 1985 : premier prix au Festival du film de l'Union Soviétique pour Léon Tolstoï
- Une pièce de monnaie commémorative de la Banque de Russie consacrée au 100e anniversaire de sa naissance a été frappée. Une image de celle-ci figure sur la page Wikipédia en russe de Sergueï Guerassimov où beaucoup d'informations figurant sur cette page en Français y ont été prises.